# Come Clean (Puddle of Mudd)
Come Clean è il secondo album in studio del gruppo musicale statunitense Puddle of Mudd, pubblicato il 28 agosto 2001 dalla Flawless Records e dalla Universal Music Group.
Il primo singolo è Control, il cui video girato sotto la supervisione di Fred Durst dei Limp Bizkit finisce immediatamente al numero 1 su MTV. Seguono Blurry (pezzo scritto dal leader Wesley Scantlin sul figlio), She Hates Me e Drift & Die.
Come Clean vende più di 5 milioni e mezzo di copie in tutto il mondo ed è tuttora il più grande successo discografico dei Puddle of Mudd. Il disco raggiunse la nona posizione della Billboard 200 e la undicesima della Billboard Top Internet Albums.
Il brano Blurry è stato inserito nella colonna sonora del videogioco Ace Combat: Squadron Leader.

## Tracce
Testi e musiche di Wes Scantlin, eccetto dove indicato.
1. Control - 3:50 (Scantlin, Bradley Stewart)
2. Drift & Die - 4:25 (Scantlin, Stewart)
3. Out of My Head - 3:43
4. Nobody Told Me - 5:22
5. Blurry - 5:04
6. She Hates Me - 3:37 (Scantlin, Stewart)
7. Bring Me Down - 4:03
8. Never Change - 3:59
9. Basement - 4:22
10. Said - 4:08
11. Piss It All Away - 5:39

### Tracce bonus
Nelle varie edizioni sono presenti o una delle due o entrambe.
1. Abrasive - 3:14
2. Control (Acoustic) - 4:09

## Formazione
Gruppo
- Wes Scantlin - voce, chitarra
- Paul Phillips - chitarra, voce
- Doug Ardito - basso
- Greg Upchurch - batteria, voce

Personale aggiuntivo
- Fred Durst - produttore esecutivo, produzione addizionale
- Scott Francisco - assistente ingegnere
- John Kurzweg - produzione
- Steve Mixdorf - assistente ingegnere
- Puddle of Mudd - produttori
- Jordan Schur - produttore esecutivo
- Les Scurry - coordinamento della produzione
- Robert Selvaggio - montaggio, Pro Tools
- Andy Wallace - missaggio